# Anton Luković de Ascrivio
Anton Luković de Ascrivio (Prčanj, 1815. – 1881.), hrvatski građevinski inženjer i plemić

## Životopis
Rodio se u Prčanju. U rodnom Prčanju pohađao osnovnu školu u franjevačkom samostanu. Školovanje je nastavio u talijanskim gradovima pod Austrijom. U Veneciji je završio klasične znanosti. U Padovi je stekao obrazovanje u tehničkoj struci. Po završetku studija živio je i radio u Veneciji kao inženjer. Sredinom 19. st. odselio se u Egipat, u Aleksandriju. Surađivao s F. Lessepsom pri gradnji Sueskoga kanala. Uz to je radio je i na izgradnji luke u Aleksandriji.
Bavio se i projektima natapanja. Projektrirao je zahvate na Nilu i na Neretvi. Nažalost, ni njegov projekt natapanja Egipta vodom iz Nila pomoću parnih strojeva niti projekt regulacije ušća Neretve nije realiziran.
Pored gradnje brodskih kanala, natapanja i regulacija riječnih tokova, bavio se i izgradnjom fortifikacijskih objekata. Tvrđava u Aleksandriji koja brani ulaz u tu luku, napravljena je po Lukovićevom nacrtu. Dok je građena ta tvrđava, našlo se tri velika staroegipatska stupa. Darovao ih je austrijskom caru Franji Josipu I. prigodom otvaranja Sueskoga kanala. Zauzvrat, car ga je nagradio plemićkim statusom koji su njegovi potomci mogli naslijediti. Dobio je naslov "Luković de Ascrivio".